# Нуклеарна електрана Брус
Нуклеарна електрана Брус је нуклеарна електрана која се налази на источној обали језера Хурон у Онтарију. Заузима 932 ха (2300 хектара) земље. Објекат је име добио по округу Брус у којем се налази. То је највећа светска потпуно оперативна нуклеарна станица по укупном броју реактора и броју тренутно активних реактора, али ју је у капацитету плочице премашила Јужнокорејска нуклеарна електрана Кори 2016. Станица је највећи послодавац у округу Брус, са преко 4000 радника. 
Раније познато као Развој нуклеарне енергије Брус (БНПД), објекат је у фазама између 1970. и 1987. године изградила провинцијска корпорација Crown. У априлу 1999. Онтарио Хидро, компанија која је продавала електричну енергију, је подељен на 5 корпорација које су преузеле све електричне производне станице. У јуну 2000. године, главна корпорација је склопила дугорочни уговор о закупу са конзорцијумом из приватног сектора Bruce Power да преузме операцију. У мају 2001. године Bruce Power започео је са радом. Закуп је на 18 година до 2019. године са опцијом продужења још 25 година до 2044.
У новембру 2009. године, Канадска комисија за нуклеарну безбедност обновила је оперативне лиценце електране на пет година до 2014. године и дала дозволу за пуњење агрегата 1 и 2. У мају 2014. године, комисија је продужила лиценцу до маја 2015. године, а јавне расправе заказане су за почетак 2015. године у Отави и Кинкардину. Нова оперативна лиценца додељена је од 1. јуна 2015. године до 31. маја 2020. године и поново је обновљена од 1. октобра 2018. године до 30. септембра 2028. године. 

## Опис
Нуклеарна производна станица Брус је нуклеарна електрана која се налази на источној обали језера Хурон у заједницама Инверхурон и Тивертон, Онтарио у Канади. Заузима 932 ха (2300 хектара) земље. Име је добило по месту Брус, локалној општини када је постројење изграђено, а сада Кинкардин због спајања.
Његових осам реактора распоређено је у два постројења (А и Б) са по четири реактора. Сваки реактор се налази у армирано-бетонском затвореном простору и покреће осам генератора паре. Генератори паре високи су 12 м и тешки по 100 тона. Свака електрана користи три машине за пуњење горивом, подељене између четири реактора, која путују каналом пресеченим кроз чврсту стену испод реактора, прелазећи цело постројење. Канал се дуплира као део система за растерећење притиска, повезан са зградом за вакуум. Сваки реактор има свој турбински генератор агрегат, са једном турбином високог притиска и три турбине ниског притиска који покрећу један генератор. Турбинска хала дуга је око 400 м у сваком постројењу и садржи четири турбинска генераторска агрегата. Вода за хлађење узима се из језера Хурон. Постоји (првобитно) једна контролна соба на 4 реактора.

### Брус А
Изградња Бруса А започета је 1969. године, чинећи га наследником погона Пикеринг А нуклеарне електране. Јединице Брус А првобитно су оцењене на 750 МВе нето / 805 МВе бруто, што је касније повећано на 769 МВе нето / 825 МВе бруто. Од 2017. године, јединице Брус А биле су способне да производе до 779 МВе мреже према подацима генератора ИЕСО (Независни оператер електроенергетског система). За сваки реактор потребно је 6240 снопова горива тежине по 22,5 кг, односно око 140 тона горива. Постоји 480 канала за гориво по реактору, који садрже по 13 снопова. Постоји капацитет за складиштење око 23.000 снопова. Приближно 18 снопова се испушта по реактору дневно.
Генератори паре Брус А користе засебни велики хоризонтални заједнички парни бубањ (са једним парним бубњем заједничким за четири генератора паре), дизајн који је у то време пао у већини других постројења. Питања везана за дизајн за носаче цеви узроковали су трошкове поправке и кашњења, који су премашили нето вредност градитеља Babcock & Wilcox Canada.
Док нису уклоњени 1998, реактори Брус А користили су јединствене потисне шипке за контролу реактивности. Потисне шипке садржале су 93% уранијума-235 и уметнуте су да би се превазишло тровање ксеноном. Брус Б и сви други реактори Онтарио Хидро уместо тога користе апсорбер шипке зване „подешавачи“ који се обично убацују и уклањају како би се превазишло тровање ксеноном.
Брус А је показао „одличну“ рану историју рада. Заједно са Пикеринг А, осам јединица постигло је укупни просечни фактор способности од 83% током почетног петогодишњег периода. Међутим, 2001. године, када је Bruce Power преузео закуп, све јединице Брус А су постављене.
Године 1981, блок 1 је рангиран као најбољи реактор на свету са фактором доступности од 97%. У децембру 1997. године, након око 20 година рада, престао је да ради. 2005. године (након 7 година неактивности) почело је са обнављањем. У септембру 2012. године (15 година без употребе) поново је почео са радом.
Године 1982. јединица 3 је поставила тадашњи светски рекорд од 494 дана непрекидног рада, а од 1984. године Брус А је био најпоузданија станица са више јединица на свету. Од априла 1998. надаље, Брус А3 је остао да не ради 6 година, враћајући се у службу у јануару 2004. (у то време јединица је имала 32 године). Планирано обнављање треће јединице треба започети 2023. године (када ће јединица имати 51 годину).
Године 1990. софтверска грешка у блоку 4 изазвала је грешку машине за пуњење горивом, оштетивши канал за гориво. Већ 1993. године снага реактора је смањена на 60% док се нису могли решити различити сценарији губитка расхладне течности. Након тога, јединице Брус А вратиле су се на 89% од номиналне снаге. У марту 1998. године, након отприлике 19 година рада, блок 4 је искључен из употребе. У службу се вратио у октобру 2003. године, након 6 година мировања (у то време јединица је имала 31 годину). Планирано обнављање блока 4 да започне 2025. године (када ће јединица имати 53 године). 

### Брус Б
Јединице Брус Б су нешто већег капацитета: 817 МВ нето, 840 МВ бруто, што се приписује побољшаном дизајну генератора паре, где је парни бубањ саставни део сваког генератора паре у аранжману „сијалице“, елиминишући хоризонтални попречни бубањ. Године 1990. створено је деветонедељно „оштећење“ Бруса Б када је техничар погрешно подесио калибрацију на мониторима радиоактивности. У 2007. години Брус Б 7 био је нуклеарни реактор са најбољим перформансама у Онтарију са перформансама од 97,2%. а 2009. године Брус Б 5 је био први са 95,4% перформанси. 

#### Брус Б5
- Изградња је започела 1. јуна 1978.[19]
- 15. новембра 1984. достигла је прву критичну тачку
- Комерцијални рад започео је 1. марта 1985.
- Првобитно планирано гашење 2016. (јединица би имала 31 годину)
- Планирано обнављање започиње 2026. године (јединица ће бити стара 41 годину)[16]

#### Брус Б6
- Изградња је започела 1. јануара 1978. [20]
- 29. маја 1984. достигла је прву критичну тачку
- Комерцијални рад започео је 14. септембра 1984.
- Првобитно планирано гашење 2018. (јединица би имала 34 године)
- Планирано обнављање започиње 2020. године (јединица ће имати 36 година)[16]

#### Брус Б7
- Изградња је започела 1. маја 1979.[21]
- 7. јануара 1986. достигла је прву критичну тачку
- Комерцијални рад започео је 10. априла 1986.
- Првобитно је требало да буде угашен 2015. године (јединица би имала 29 година)
- Планирано обнављање започиње 2028. године (јединица ће бити стара 42 године)

#### Брус Б8
- Изградња је започела 1. августа 1979.[22]
- Дана 15. фебруара 1987. достигла је прву критичну тачку
- Комерцијални рад започео је 22. маја 1987.
- Првобитно планирано гашење 2019. (јединица би имала 32 године)
- Планирано обнављање започиње 2030. године (јединица ће бити стара 43 године)

#### Електрични излаз
Од 2017. године, станица (А и Б заједно) производиле су следеће количине електричне енергије годишње:
- 2001. 20,5 терават сати (ТВх);
- 2003. 24,5 ТВх;
- 2004. (планирано) 34 ТВх.
- 2007. 35,47 ТВх
- 2008 35,26 ТВх
- 2013. 45 ТВх, што је било око 30% производње Онтарија[23]
- 2015. 47,63 ТВх
- 2017. 49,02 ТВх [24]

### Поређење са Пикерингом
У поређењу са другом главном канадском нуклеарном електраном изграђеном раније, Пикеринг електраном, Брусови реактори имају већу излазну снагу, постигнуту са: повећањем броја канала за гориво, повећањем броја снопова по каналу и променом самог снопа горива.
У Брусу опрему за гориво деле четири реактора сваке електране, док је у Пикерингу сваки реактор имао машину за пуњење горивом. Бруцеова машина за пуњење горивом и завршни прикључак канала за гориво (углавном канадске Џенерал електрик) заснован је на пројекту Демонстрације нуклеарне енергије.
Дизајн зграде реактора се разликује: Брус користи квадратни дизајн, у којем је што је могуће више опреме распоређено изван главне заштитне омотаче ради лакшег приступа током одржавања и ванредних ситуација. Генератори паре продиру у задржавање. Примарне пумпе за расхладну течност и примарни цевоводни системи налазе се унутар ограђеног простора, али су мотори пумпе изван задржаног простора, а заптивке погонског вратила чине границу задржавања. Пикеринг има округле куполе које затварају већи део секундарне опреме за хлађење. 
- Пикеринг А систем првобитно није имао други независни систем за искључивање. Бруцеов концепт задржавања се разликује: палуба механизма реактивности реактора служи као део границе задржавања, ближа је реактору и склонија оштећењима у случају несреће („случајна физичка демонтажа“). Стога су дизајнери предвидели потребу за другим безбедносним системом како би се смањио ризик од несреће. Брусје добио други, потпуно независан систем сигурносног искључења (СДС2) који користи методу убризгавања течног неутронског отрова.
- Бруссистем такође има систем за убризгавање расхладне течности под хитним притиском (ЕЦИС).
- Сваки Бруцеов "пакет од 4" има сопствену вакуумску зграду, док Пикеринг има један на осам реактора.
- У Пикерингу је вакуумски канал затворен неповратним вентилима, како би се спречио проток мешавине паре и ваздуха из канала у реакторску јединицу. У Бруцеовом концепту не постоји такав неповратни вентил; све зграде реактора су међусобно повезане током нормалног рада.
- Брускористи систем за пренос топлоте са једним кругом, док је Пикеринг имао два круга.
- Прве две реакторске јединице Пикеринг А су првобитно користиле цеви под притиском. Све наредне јединице користе цирконијум - 2,5% легуру ниобија.
- Брускористи притисак под притиском за одржавање притиска расхладне течности, Пикеринг има другачији систем.
- Дизајн Пикеринг је користио 12 малих генератора паре који раде у групе од по три а могу се појединачно вентилирати из петље за пренос топлоте, као и 16 пумпи по реактору, при чему су 4 резервне. У Бруцеу је број генератора паре и пумпи за расхладну течност смањен на 8, односно 4, без резервних пумпи, чиме је поједностављено цевовод. Бруссистем омогућава брже и лакше подешавање нивоа снаге реактора. [26]

### Трошкови
Предвиђало се да ће БрусА коштати 0,9 милијарди канадских долара (1969), а заправо кошта 1,8 милијарди америчких долара (1978), што је 100% више. Предвиђало се да ће БрусБ коштати 3,9 милијарди долара (1976), а заправо ће коштати 6 милијарди долара (1989) што је прекорачење од 50%. 
Дана 1. јануара 2016. године, Bruce Power је почео да прима јединствену уговорену цену за сав излаз са локације од 65,73 канадских долара за мегават-сат (МВх). Ова цена се делимично прилагођава годишње како би се узела у обзир инфлација и раст зарада, уз додатна месечна прилагођавања трошкова горива, и укључује малу накнаду за Бруцеову јединствену способност смањења производње до 2400 МВ (укупно у свих осам јединица - до 300 МВ по појединачној јединици) преко рада бајпаса током периода стварања вишка. 
Током обнове блокова 3–6, цена ће се повећавати у корацима како би се покрили појединачни трошкови обнове реактора, при чему свако повећање почиње 12 месеци пре почетка сваког појединачног обнављања (и трајаће само до трошкова обнове те јединице (који су утврђени пре почетка обнове) који су опорављени). Просечна цена по МВх која ће се платити компанији за сву електричну енергију произведену у периоду 2016–2064 (покривајући целокупан период обнове блокова 3–6 плус целокупан очекивани преостали век трајања преуређења свих осам реактора компаније (укључујући два који су већ били реновирани)). Процењује се да ће Канцеларија за финансијску одговорност Онтарија у 2017. години износити приближно 80,6 УСД / МВх у доларима. Супротно томе, процењена просечна цена нуклеарне електричне енергије из све три нуклеарне електране у Онтарију током истог периода 2016–2064 процењена је на 80,7 УСД / МВх у 2017 доларима, јединични трошак нуклеарне енергије у Онтарију за 2017–2018 износио је $ 69 / МВх , а тренутна цена електричне енергије за „већину резиденцијалних и малих пословних купаца“ износила је 114,9 УСД / МВх или 97,6 УСД.

### Производња кобалта-60
Кобалт-60 (60Co) се може произвести у реактору коришћењем шипки за подешавање израђених првенствено од (69Co) (уместо уобичајеног нерђајућег челика), који се полако трансформише у (60Co) активирањем неутрона (59Co + n → 60Co). Ове сада интензивно радиоактивне шипке за подешавање кобалта-60 се затим „беру“ (уклањају и замењују свежим шипкама за подешавање (69Co)) након једне до три године употребе у реактору током рутинског гашења реактора, а касније се прерађују у затворене изворе (60Co) различитог интензитета по Нордиону (здравствена компанија). Нуклеарна електрана Бруспроизводи (60Co) од 1980-их, а готово целокупно светско снабдевање (60Co) долази из различитих нуклеарних реактора, при чему је Брусједини највећи добављач. Од 2007. године, Брусје испоручио преко 40% светске компаније (60Co). То је порасло на преко 50% до 2016. године, а Пикеринг је обезбедио приближно још 20% глобалне потражње. Године 2016., Брусје продужио уговор са Нордионом о континуираном снабдевању (60Co) како би обухватио цео предвиђени животни век Бруцеових реактора за после обнове, за које се очекује да раде до 2064.
Брусје такође почео да производи високо специфичну активност (60Co) 2016. године, који је дизајниран за високо специјализоване медицинске сврхе, попут лечења карцинома, и који се првенствено производи у реактору НРУ у последњих 60+ година (који је првобитно требало да буде затворен) у 2016. години, али ће бити на мрежи до 31. марта 2018. године због општег светског недостатка довољног капацитета замене за производњу медицинских изотопа за неколико критичних изотопа као што је молибден-99). Како Национални истраживачки универзални реактор производи више од две трећине светске високе активности (60Co), Бруцеова способност да снабдева (60Co) постаће пресудна да помогне у попуњавању огромне производне празнине. Компанија има настојање да прошири производњу (60Co) на реакторе БрусА и Дарлингтон како би у потпуности покрили Пикерингову производњу (која ће се завршити када се постројење укине 2024. године), поред неизбежних празнина у производном капацитету (60Co) које изазваће предстојеће обнове шест Бруцеових реактора (блокови А 3-4 и јединице Б 5-8), као и сва четири Дарлингтонова реактора. Такође раде на ширењу производње (60Co) на више реактора. 
Године 2017. компанија је постала први канадски добитник награде за врхунску иновативну праксу (ТИП) од Института за нуклеарну енергију за свој стални рад са Нордионом на производњи кобалта-60.

## Обнова јединица 1–2, 1995–2012
Поновно пуштање јединица БрусА планирано је 1992. године, али је одложено.
Крајем 2005. године, компанија и влада Онтарија обавезали су се да ће јединице 1 и 2 вратити у службу, како би помогли у задовољавању све веће потражње за енергијом у провинцији Онтарио. Првобитно је процењено да ће пројекат коштати 4,25 милијарди долара. Утврђено је да је, иако су јединице 1 и 2 могле бити поново покренуте без обнове, економски повољно то учинити, јер би обнова ускоро била потребна. Циљ је да јединице 1 и 2 буду у функцији до 2043. године, 66 година након првобитног пуштања у погон.
Обнова је захтевала замену цеви под притиском и цеви каландрије, замену генератора паре, побољшање система искључења 2 (СДС2), надоградњу система управљања турбином, замену оригиналних аналогних контрола и значајне друге радове и одржавање (на пример, замена од 30 трансформатора).
Размотрен је нови дизајн снопа горива, користећи благо обогаћене у поређењу са постојећим снопом од 37 елемената.
Часопис ReNew Canada је 2006. и 2007. оценио да је пројекат поновног покретања највећи инфраструктурни пројекат у Канади. У априлу 2007. године, генерални ревизор прегледао је уговор о реновирању. У августу 2007. процењени трошкови пројекта порасли су на 5,25 милијарди долара када је компанија Bruce Power одлучила да замени свих 480 канала за гориво у јединици 4, што ће продужити његов радни век до 2036, у складу са остале 3 јединице Брус А.  У 2008. години, због потешкоћа у развоју потребне роботике, процењени трошкови поновног покретања јединица 1 и 2 порасли су између 400 и 700 милиона долара. Од 2008. године пројекат је ишао према плану.
У јануару 2010. године, до 217 радника било је потенцијално изложено зрачењу током обнове. ЧАк 27 радника је можда добило 5 сиверта, ниво знатно испод нивоа који може утицати на људско здравље. Само једна лабораторија у Канади (на реци Чалк) била је квалификована за тестирање. Компанија је морала тражити дозволу за употребу алтернативних лабораторија. 
Од јануара 2011. године, инсталација канала за гориво у јединици 2 је завршена. Дато је оператеру зелено светло за поновно покретање јединице 2 16. марта 2012. Међутим, реактор је искључен следећег дана након што је откривено цурење у модераторском систему.
У 2011. години обнова јединица 1 и 2, предвиђена да буде завршена за 2009. годину, била је предвиђена за 2012. годину. Трошкови су 2011. износили 3,8 милијарди долара; коначни трошак требао је бити 4,8 милијарди долара. Првобитна процена за 2005. била је 2,75 милијарди долара.
У септембру 2012. године, јединица 1 је поново почела да производи електричну енергију.
Дана 16. октобра 2012. године, јединица 2 је први пут после 17 година прикључена на покрајинску електричну мрежу. У 2013. години коначни трошкови процењени су на 4,8 милијарди долара, у односу на првобитну процену од 2,75 милијарди долара, а пројекат је заостајао по распореду.

## Обнова јединица 3–8, 2016 – данас
У октобру 2013. године, према Ontario Long Term Energy Plan (ЛТЕП) 2013, Онтарио је најавио планове за обнављање шест реактора у погону Бруце, почевши од БрусА4 2016. године. Остале јединице би следиле у интервалима. Компанија је проценила трошак на око 2 милијарде долара по јединици или 12 милијарди за шест. Очекивало се да ће се цена енергије ових јединица кретати у распону од ~ 60–70 УСД по МВх. 
У 2016. години компанија започела је програм обнове од 13 милијарди долара за „замену главних компонената на јединицама 3–8 у 2020. години, почевши од блока 6“. Овај вишегодишњи план „генерисаће између 1.500 и 2.500 радних места на локацији годишње - и 18.000 широм Онтарија директно и индиректно - истовремено убризгавајући до 4 милијарде долара годишње у економију Онтарија“. 

## Отпад
Подручје станице Брусналази се на локацији Западног објекта за управљање отпадом (ВВМФ). ВВМФ складишти отпад ниског и средњег нивоа нуклеарни отпад из својих 20 нуклеарних реактора, укључујући и оне изнајмљене компанији. Од 2009. године било је 11 зграда за складиштење на ниском нивоу.
ВВМФ обезбеђује суво складиште нуклеарног горива за Брусове реакторе. Организација за управљање нуклеарним отпадом добила је 2002. године мандат према Закону о отпаду од нуклеарног горива да поднесе предлог за дугорочно управљање, који је поднесен министру природних ресурса у новембру 2005. године, а влада га је одобрила у јуну 2007. Од маја 2017. године тражи посебно место у Канади за трајно складиште коришћеног горива из свих канадских нуклеарних реактора.
2013. године је предложена изградња дубоког геолошког спремишта за дугорочно складиштење отпада ниског и средњег нивоа на земљиштима суседним ВВМФ-у. Предложено спремиште би био око 680 метара испод површине.

## Други објекти на локацији
На локацији постоји више од 56 километара путева и најмање 25 главних грађевина. Локалитет има своју ватрогасну службу, праоницу и медицински центар.

### Даглас Поинт, 1960–1984
На локацији Брусобухваћен је искључени реактор Даглас Поинт. Изградња је започета 1960; био оперативан 1967; а угашен је 1984. Сваки од садашњих Бруцеових реактора отприлике је 4 пута већи од снаге 200 МВ Доуглас Поинт јединице.

### Постројење за воду Бруце, 1973–1997
Фабрика "тешке воде" Брустакође је заузела локацију. Atomic Energy of Canada Limited уговорио је 1969. са компанијом Lummus Company of Canada Limited за пројектовање и изградњу прве фазе постројења, док је Онтарио Хидро био одговоран за пуштање у рад и сам рад.
Планирано је да се састоји од четири подпостројења, од А до Д:
- А је био у производњи 1973, заустављен 1984, а срушен 1993;
- Б је био у производњи 1979. године, делимично заустављен 1993. године, потпуно затворен 1997. године, а затим срушен;
- Ц је отказан и никада није изграђен;
- Д је завршен 70% када је отказан, а потом срушен 1995.

Током свог животног века, постројење је произвело 16.000 тона тешке воде реакторског квалитета. Планирано је да капацитет сваке подпостројења буде 800 тона годишње. Величина фабрике износила је приближно 960 м са 750 м. Тешка вода била је 99,75% чиста. За производњу једног килограма тешке воде било је потребно 340 тона пијаће воде.

### Брус систем за парно грејање
Пара из БрусА може се преусмерити на систем парног грејања како би се обезбедила енергија (750 МВ термалне енергије) за грејање зграда у склопу објекта (15 МВ тх) или за обезбеђивање енергије (72 МВ тх) за суседни објекат. Као један од највећих система расуте паре на свету, овај систем је могао да произведе 5.350 МВ процесне паре средњег притиска и имао је преко 6 км цевовода. Срушен је до краја 2006, јер за обезбеђење паре, БрусА турбине биле су премале у односу на снагу реактора.

## Безбедност
Године 1977, три активиста Гринписа укрцала су се код електране да демонстрирају недостатак сигурности. Дана 23. септембра 2001. године, човек чији се чамац преврнуо на језеру Хјурон у близини комплекса Бруспрогурао се кроз капију, ушао у пословну зграду и телефонирао за помоћ - све то је одрадио неприметно.
Пре напада 11. септембра 2001. године, задатак заштитарског тима био је да одгоди нападаче на 17 минута, док локална полиција не може да одговори. Ослањали су се на пасивне мере попут ограде и брава. Описано је да је „трансформисани“ тим за обезбеђење после 9/11 већи од полицијских снага града Кингстона, тј. Еквивалент снази града од 100.000. Припадницима снага је дозвољено да носе ватрено оружје и имају овлашћења за хапшење. Снага поседује оклопна возила, пловне објекте, а постројење је сада троструко ограђено. У мају 2008. године, Тим за нуклеарни одговор Бруцеа (НРТ) освојио је америчко национално СВАТ првенство (УСНСЦ), победивши 29 других тимова из 4 државе, први пут је канадски тим победио на међународном СВАТ догађају. Поново су победили 2009., 2010. и 2011. После 11. септембра обилазак овог подручја је прекинут, мада постоји центар за посетиоце изван локације.

## Подаци о реактору
Нуклеарна електрана Бруссастоји се од 8 оперативних реактора.
| Фаза | Јединица No. | Реактор | Реактор | Статус      | Капацитет изражен у MWe | Капацитет изражен у MWe | Почетак конструкције | Прва критична тачка | Комерцијална операција | Завршетак |
| Фаза | Јединица No. | Тип     | Модел   | Статус      | Нето                    | Бруто                   | Почетак конструкције | Прва критична тачка | Комерцијална операција | Завршетак |
| ---- | ------------ | ------- | ------- | ----------- | ----------------------- | ----------------------- | -------------------- | ------------------- | ---------------------- | --------- |
| A    | 1            | PHWR    | CANDU   | Operational | 760                     | 830                     | 1 June 1971          | 17 децембар1976     | 1. септембар 1977.     | (2042.)   |
| A    | 2            | PHWR    | CANDU   | Оперативни  | 760                     | 830                     | 1 децембар 1970      | 27 July 1976        | 1. септембар 1977.     | (2043.)   |
| A    | 3            | PHWR    | CANDU   | Оперативни  | 750                     | 830                     | јул 1972             | 28 новембар 1977    | 1. фебруар 1978.       | (2053.)   |
| A    | 4            | PHWR    | CANDU   | Оперативни  | 750                     | 830                     | септембар1972        | 10 децембар 1978    | 18. јануар 1979.       | (2054.)   |
| B    | 5            | PHWR    | CANDU   | Оперативни  | 817                     | 872                     | јун 1978             |                     | 1. март 1985.          | (2052.)   |
| B    | 6            | PHWR    | CANDU   | Оперативни  | 817                     | 891                     | јануар 1978          |                     | 15. септембар 1984.    | (2052.)   |
| B    | 7            | PHWR    | CANDU   | Оперативни  | 817                     | 872                     | мај 1979             |                     | 10. април 1986.        | (2052.)   |
| B    | 8            | PHWR    | CANDU   | Оперативни  | 817                     | 872                     | август 1979          |                     | 22. мај 1987.          | (2052.)   |